# Пер Імерслунд
Нільс Пер Імерслунд (норв. Nils Per Imerslund; 9 травня 1912 — 7 грудня 1943) — норвезький письменник, політичний діяч, один з активних учасників націонал-соціалістичного руху.

## Біографія

### Ранні роки
Народився 9 травня 1912 року в Христіанії (сучасне Осло) у сім'ї підприємця Торлейфа Імерслунда та його дружини Марії. Сім'я постійно переїжджала, у зв'язку з підприємницькою діяльністю батька. На початку 20-х років сім'я опинилась в Німеччині. У 1923 році батько розорився, а його гомосексуальні нахили привели до того, що шлюб з Марією перетворився на суто формальний.
Пер поступив «Königliche Paul-Gerhardt-Schule» у Люббені (на сході Німеччини). У школі панували принципи зубріння і пруської дисципліна. Рік по тому він перебирається в школу-інтернат в тому ж Люббені, але так і не відчуває тяги до знань. У той же час він активно займається спортом і виїжджає на природу. Також Імерслунд переймається ідеями «народного» руху, що становив собою безліч різних течій і груп, для яких загальними були ідеї націоналізму, антисемітизму і антикомунізму.

#### У Мексиці (1927—1928)
Будучи сором'язливим за характером, Пер відчував себе в Німеччині чужим. Лише в Ельверумі, у дідуся, де він проводив літні канікули, він відчував себе як вдома. До великої радості Імерслунда, сім'я у 1927 році переїхала у Мексику. Домашнім учителем Пера став Ганс-Дітріх Діссельгофф (1899—1975), німецький археолог, етнолог і літературознавець. Діссельгофф також примикав до націонал-соціалістичного руху — ще в 1919 році він боровся з комуністами в Ессені. Для юного Пера він став наставником і майже кумиром. Крім цього, у них зав'язалися любовні відносини — при цьому Імерслунд знав, що у Діссельгоффа були відносини і з його матір'ю, і імовірно з його батьком. Незабаром Марія помирає від малярії, і Пер перебирається до Норвегії. Сам він, до речі, теж підхопив малярію, від наслідків якої мучився все подальше життя.

#### У Гаммарі (1928—1929)
У 1928-29 роках він живе у Гамарі, завдяки підтримці батька вчиться у Гамарській катедральній школі. Навчання не приносила радості, і вільний час Імерслунд проводив на природі. Але найважливішим було те, що у Гамарі у нього з'явився коло друзів, для яких Пер, що у свої молоді роки побачив світ, виглядав майже героєм. Його навіть називали «Per Mexico». Він брав активну участь в політичних дебатах в студентському товаристві «Фрам» (Fram). Однак уже через рік Перу довелося повертатися в Мексику — через те, що батько знову розорився і не міг оплачувати його навчання в Гамарі.

#### Вдруге у Мексиці (1930—1932)
У Мексиці Імерслунд знову зустрічає Діссельгоффа, разом з ним займається пошуком скарбів індіанців. Цей захід мало і суто практичну мету — допомогти батькові Пера Торлейфу знову встати на ноги і зайнятися торгівлею антикваріатом. Але мрії не судилося здійснитися.
Імерслунд різко виділявся на тлі корінного населення своєю нордичною зовнішністю. Він захоплювався місцевими революціонерами Панчо Віллою і Еміліано Запатою, які були для Пера прикладом мужності, прагнення до свободи, рішучості в протистоянні класовим відмінностей, влади капіталу, англо-американському імперіалізму і панування католицької церкви.

#### Повернення у Німеччину
Але незабаром Імерслунд залишає Мексику — на цей раз він вирушає до Німеччини. Пер опиняється в Берліні один, без грошей, в обстановці політичного хаосу. Коло його спілкування — колишні німецькі друзі, Діссельгорф і норвезькі іммігранти. Враження від перебування в Мексиці лягли в основу першого роману Імерслунда «Коні стоять у залі» (Hestene står salet, 1936), що опублікований спершу у Німеччині, а вже потім — у Норвегії.
Однак Імерслунд не бажав обмежуватися однією лише письменницькою діяльністю. Його набагато більше вабила політична боротьба. Він вступає у ряди Штурмових загонів (СА). При цьому, як і багато рядових членів СА, він дуже скептично ставиться до Гітлера та інших лідерів націонал-соціалістичного руху через їх орієнтацію на капітал та велику буржуазію.

### У лавах націонал-соціалістів
Навесні 1934 року Імерслунд приїжджає в Осло і вступає до лав Норвезької націонал-соціалістичної робітничої партії (Norges Nasjonal-Socialistiske Arbeiderparti, NNSAP), яку очолював Евген Нільсен (1884—1963). Партія була радикальним крилом «Національної єдності». Чисельність NNSAP була невеликою, у роки розквіту партія налічувала близько 1000 членів. Головними ідейними ворогами були «Юдея» (євреї, комуністи і масони), «Рим» (католики, єзуїти і християни взагалі) і «Тибет» (теософи, антропософи і представники «східної» філософії). Це були три «демонічні сили», які потрібно було подолати в ім'я виживання «білої людини». За зразком німецької НСДАП були створені штурмові загони, які брали участь у зіткненнях з комуністами. 17 квітня 1934 року члени NNSAP і Національної єдності організували так зване «Побоїще на Форумі», намагаючись штурмом взяти резиденцію гімназії. Поліція заарештувала найактивніших «бійців», після чого близько 500 націонал-соціалістів пройшли маршем до площі Грева Веделя, піднявши руку у нацистському вітанні і викрикуючи «хайль». Акція отримала великий розголос у пресі, причому багато газет були скоріше на боці нацистів. Судова справа проти призвідників заворушень так і не була доведена до кінця.
У вересні 1935 року Імерслунд побував на конгресі НСДАП у Нюрнберзі. Масштаби свята, в якому взяли участь півмільйона націонал-соціалістів, справили велике враження на Імерслунда. Він зустрівся з багатьма «соратниками» німецьких нацистів з інших країн, особливий захват у нього викликала румунська «Залізна гвардія» і її лідер Корнеліу Кодряну. Але найважливішою подією для Імерслунда була зустріч зі співвітчизником Гансом Якобсеном (Hans Solgaard Jacobsen, 1901—1980), одним з видних діячів нацистського руху в Норвегії, видавцем журналу «Ragnarok».
Навколо Імерслунда сформувалося коло однодумців, в яке входили Якобсен, Стейн Барт-Геєрдал, Тур Стренд, Гейрр Твейт та інші, що знаходився в різкій опозиції до Квіслінга і його «Національної єдності». Своїм ідейним опонентам Імерслунд дорікав у м'якотілості, змові з буржуазією і зайвій пристрасті до риторики. Самі ж «ліві опозиціонери» обставали за націонал-соціалізм з плановою економікою, націоналізацією великих підприємств і установ та системою соціального забезпечення. До того ж Імерслунд і його соратники виступали прихильниками швидше нової язичницької, ніж християнської ідеології як основи націонал-соціалізму. Презирливе ставлення до Квіслінга ще більше посилилося після окупації Норвегії, коли лідер «Національної єдності» перетворився на «хлопчика на побігеньках у німців», яким тут, на думку «лівих» нацистів, робити було нічого.
У 1936 році Імерслунд і соратники виступили з пропозицією організації «Громадських робіт» (Arbeidstjenesten) за німецьким зразком. Практичним завданням бачилося скорочення безробіття, а ідеалом — привнесення духу колективізму. Перший робочий табір був організований в громаді Стур-Ельвдал влітку 1936 року. Захід мав певний успіх, але в силу дистанційованості від квіслінговців і явного політичного підтексту він не міг вилитися у великий рух. Згодом, у 1941 році, окупаційної владою була введена обов'язкова трудова повинність.

#### Переслідування Троцького
У 1935 році уряд Нюгорсвольда надав політичний притулок у Норвегії Леву Троцькому. Умовою була відмова Троцького від будь-якої політичної діяльності. Але Імерслунд і його оточення сумнівалися, що Троцький впав у немилість Сталіна і вважали, що він прибув до Норвегії для ведення підпільної роботи. Але для цього потрібні були докази. Люди Імерслунда були не єдиними, хто шпигував за будинком Троцького. Багатьох цікавило, чим він насправді займається і чому у нього настільки часто бувають гості, в основному єврейського походження. В ніч з 5 на 6 серпня 1936 року Імерслунд і його товариші під виглядом поліцейських намагалися проникнути з обшуком у будинок, де проживала сім'я Троцького. Сам голова сім'ї в цей час був у від'їзді у Крістіансанні. Однак дочка Троцького здогадалася, хто вони насправді. «Обшук» закінчився тим, що товаришам Імерслунда довелося забратися геть. По дорозі вони наткнулися на поліцію, яка затримала їх і переписала імена і прізвища — всіх, крім Імерслунда. Сам він, вчасно сховавшись, намагався тієї ж ночі повторно проникнути в будинок Троцького, але безрезультатно. Справа дійшла до суду, який обмежився досить м'яким покаранням. Це було сприйнято Імерслундом і його товаришами як перемога, тим більше що майже одночасно, 18 грудня, Троцькому було відмовлено в дозволі на проживання і йому була видана віза у Мексику.

### Громадянська війна в Іспанії
У 1937 році, в розпал Громадянської війни в Іспанії, Імерслунд вирушає туди, щоб битися з соціалістами на стороні Франко. Після довгих поневірянь йому вдається потрапити на передову, де він, страждаючи від спеки і малярії, усвідомив «безглуздість» цієї війни. Великим розчаруванням для нього було те, що після перемоги Франко Іспанія не стала новою, радикальною і революційною країною, як він собі це уявляв. Однак важливим було те, що Імерслунд отримав бойовий досвід.

### 1936—1940 роки
У наступні роки Імерслунд займався письменницькою працею, організацією трудових таборів і політичною діяльністю. Після розколу квіслінговської партії у 1936 році частина колишніх радикально налаштованих квіслінговців долучилася до гуртка «Рагнарока». Але спроба створити гідну альтернативу «Національній єдності» виявилося невдалою.
Наприкінці 30-х років Імерслунд намагається налагодити і своє особисте життя. Завдяки своїй зовнішності «арійського ідола» і містичного ореолу він завжди привертав увагу жінок. Відносинам з ними заважали гомосексуальні нахили Пера. Однак він зумів переконати себе в тому, що повинен перебороти їх. Почасти під впливом соратників, що різко засуджували гомосексуальності, почасти за прикладом Діссельгоффа, який сам одружився і обзавівся дочкою, Імерслунд усвідомив, що йому слід дотримуватися «традиційної орієнтації». 26 березня 1938 року одружується з Лів Ассерсон. Весільна церемонія була влаштована в дусі язичницьких обрядів. Цікаво, що спочатку у Пера зав'язалися стосунки з сестрою Лів, яка була оперною співачкою, але в підсумку він зробив вибір на користь практичної і чуйної Лів. Вони були разом до самої смерті Імерслунда, і у них народилося двоє дітей, останній з них — вже після смерті батька.

### Друга світова війна

#### Радянсько-фінська війна
Початок Другої світової війни було сприйнято соратниками Імерслунда з обуренням. Дружба Сталіна та Гітлера і напад на Польщу були сприйняті як порушення головного принципу націонал-соціалізму — права нації на самовизначення. Політика імперіалізму більш відповідала буржуазним принципам і в корені суперечила націонал-соціалістичній ідеї. Коли СРСР напав на Фінляндію, Імерслунд з соратниками висловили бажання допомогти фінам. Однак в силу різних обставин, Імерслунд прибув до Фінляндії лише 23 лютого 1940 року. Після навчань в районі Кемі у березні його відправили на передову, але на той час бойові дії вже закінчилися. Розчарований, Імерслунд повертається до Норвегії 4 квітня — за п'ять днів до німецького вторгнення.

#### Німецька окупація Норвегії
Напад Німеччини на Норвегію і прокламація Квіслінга викликали шок у Пера і його оточення. Сам він спробував приєднатися до норвезьких частин, але його відправили додому з приписом очікувати подальших наказів. Імерслунда і його друзів особливо турбувало те, що при владі могли виявитися їх противники на чолі з Квіслінгом. Виношувалися плани замаху на Квіслінга і його найближчих соратників, але в підсумку Імерслунд був затриманий за звинуваченням у шантажі і засуджений до штрафу.
Влітку 1940 року він працює на радіо, читає новини і як кореспондент буває в Німеччині. Однак після провокаційної промови на адресу «Національної єдності» Імерслунд був звільнений. Після проголошення Квіслінга міністром-президентом Норвегії гурток «Рагнарока» розколюється. Деякі стають на шлях відкритої боротьби, деякі (зокрема, Якобсен) починають співпрацювати з Квіслінгом. Імерслунд відмовляється і від того, і від іншого. Його відраза до окупаційної влади було настільки великою, що, за деякими даними, у роки війни він допомагав членам Опору, надаючи їм важливу інформацію.

#### Військова служба на території України
Як би там не було, Імерслунд залишився без роботи. Взимку 1940-41 року він працював в одному з трудових таборів як наставник, але усвідомив, що тепер ці табори перетворилися в арену пропаганди для «Національної єдності». Заклик Квіслінга у січні 1941 року вступити в армію теж не викликав ентузіазму. Але з нападом Німеччини на Радянський Союз картина різко змінилася. Імерслунд бажав воювати під норвезьким прапором в складі фінської армії. Проте заклик «допоможемо братньому народу» виявився лише красивою фразою, і сформувати будь-які норвезькі підрозділи не вдалося, тим більше що це не входило в плани німецького командування. Довіра Імерслунда до німців було остаточна підірвана. Однак дезертирувати він уже не міг, і незабаром разом з тисячею інших норвежців виявився в рядах дивізії Ваффен-СС «Вікінг». У складі групи армій Південь він звичайним рядовим воював в Україні, у районі Дніпропетровська. Невідомо, чи брав Імерслунд участь в каральних акціях проти військовополонених або цивільного населення. Уже у жовтні 1941 року він був вивезений в госпіталь у Бреслау з діагнозом «дизентерія». Судячи з усього, під впливом військових дій у нього виникли деякі порушення психіки.

#### Військова служба у Фінляндії
Виписавшись з Бреслау, Імерслунд знову вирушив до Фінляндії на посаді обершарфюрера. Там він брав активну участь у підривній діяльності в тилу радянських частин. Під час однієї з акцій він отримав важке поранення розривною кулею в плече. Відмовившись від ампутації лівої руки, Імерслунд виїхав до Норвегії, де продовжив лікування в госпіталі Акер. Протягом 15 місяців він змушений був носити спеціальний штатив, який підтримував руку, і терпіти при цьому страшні болі.

### Діяльність після поранення
У госпіталі Імерслунд працював над спогадами і спілкувався з соратниками, які відвідували його. Сам міністр юстиції Сверре Ріснес відвідав його і вибачився за те, що колись засудив у справі Троцького. Завданням Ріснеса було створення і робота підрозділу «Germanske-SS Norge», куди могли б увійти люди, близькі Імерслунду. Однак незабаром ця організація потрапила під крило «Національної єдності». Проте, ідея боротьби з окупаційним режимом і з квіслінговцями згуртувала навколо Імерслунда багатьох як старих, так і нових однодумців. Їх метою було "врятувати ідею націонал-соціалізму від Квіслінга і Тербовена. Поряд з журналом «Рагнарок», виходив журнал «Germaneren», що також був трибуною для ідейних супротивників Квіслінга. Після «справи Ейліфсена», коли молодший радник юстиції Гуннар Ейліфсен був страчений за протидію окупаційній владі, ненависть до квіслінговського режиму посилилася настільки, що соратники Імерслунда готові були вступити в ряди Опору. Розроблялися плани спільних акцій з бійцями Опору, замаху на Квіслінга і членів його уряду. У короткі проміжки між роботою Пер відвідував свою дружину Лів в садибі в Еггедалі.

### Смерть
Проте рання смерть Імерслунда перешкодила здійсненню його грандіозних планів. У жовтні 1943 року він після невдалого падіння знову пошкодив руку, що призвело до зараження крові. 7 грудня 1943 він помер у госпіталі Акер. За деякими свідченнями, навіть на смертному ложі він продовжував активно працювати, пов'язуючи своїх розчарованих прихильників з бійцями Опору. Свою єдину нагороду — отриманий від німців Залізний хрест другого ступеня — Імерслунд віддав своєму собаці.
Життя і діяльність Імерслунда, про яку майже нічого не відомо за межами Норвегії, до сих пір викликає великий інтерес у його співвітчизників. У 2004 році вийшла присвячена йому велика монографія «Арійський ідол» (Det ariske idol). Історія Імерслунда, повна подій і пригод, цікава як сама по собі, так і як ілюстрація існування альтернативного націонал-соціалізму в Норвегії.

## Особисте життя
Огида до власної гомосексуальності та своїх фемінних рис змушувала його часто ризикувати життям.